# Par de Ruth-Aaron
En matemáticas, un par de Aaron se refiere a un par de números naturales consecutivos para el que la suma de los factores primos de uno es igual a la suma de los factores primos del otro.
Estos pares de números reciben su nombre en honor del beisbolista Hank Aaron quien el 8 de abril de 1974 anotó su jonrón número 715, batiendo la marca anterior de Babe Ruth con 714. Los matemáticos Carol Nelson, David Penney y Carl Pomerance, de la Universidad de Georgia observaron que 

{\displaystyle 714=2\cdot 3\cdot 7\cdot 17},

{\displaystyle 715=5\cdot 11\cdot 13}

y que

{\displaystyle 2+3+7+17=29=5+11+13\,}.

Intrigados por esta propiedad estudiaron otros pares de números consecutivos que cumplieran la misma propiedad y publicaron sus hallazgos en el Journal of Recreational Mathematics donde elaboraron una conjetura sobre la dispersión asintótica de estos pares, que bautizaron pares de Aaron. Poco después de la publicación, Paul Erdős afirmó poder demostrar la conjetura y elaboró un artículo conjunto con Pomerance.

## Ejemplos
Si sólo consideramos factores primos distintos, las primeras parejas son:
(5,6),(24,25),(49,50),(77,78),(104,105),(153,154),(369,370),(492,493),(714,715),....
Si contamos factores primos repetidos (por ejemplo,8=2x2x2 y 9=3x3;2+2+2=3+3=6) las primeras parejas son:
(5,6),(8,9),(15,16),(77,78),(125,126),(714,715),....